# Scolytus
Die Gattung  Scolytus  umfasst in Europa 13 Arten, die monogam an Laubhölzern und mit einer Art an Nadelholz leben. Es sind Rüsselkäfer aus der Unterfamilie der Borkenkäfer (Scolytinae). Da sie ihre Brutsysteme in der Rinde der Wirtsbäume anlegen, werden sie den Rindenbrütern zugerechnet. Sie sind Überträger von Sporen der Pilze (unter anderem Ophiostoma ulmi und Ophiostoma novo-ulmi), die das Ulmensterben verursachen.

## Gattungsbeschreibung
Die Imagines werden zwischen 1,5 und sieben Millimetern lang. Die Augen sind nierenförmig. Die Fühlerkeule ist groß, breit abgerundet und die Fühlerkeulennähte sind zur Mitte spitz vorgezogen. Der Halsschild ist groß und verengt sich vorne. Seine Basis und die Seiten sind kantig gerandet. Die Flügeldecken verlaufen bis zum Ende horizontal. Ein Flügeldeckenabsturz fehlt. Das Abdomen steigt ab dem zweiten Sternit zum Ende hin auf. Die Vorderschienen sind außen glatt und die Spitze ist hakenförmig gekrümmt. Das dritte Fußglied ist herzförmig (zweilappig) ausgebildet. Zwischen männlichem und weiblichem Imago besteht Sexualdimorphismus in Form und Behaarung des Kopfes sowie Höckern oder Randbezahnungen des Abdomens.

## Arten in Europa
Die nachfolgenden 13 Arten kommen alle in Europa vor, wenngleich sich einige Arten in bestimmten Gebieten von Europa nicht verbreitet haben. Nähere Angaben dazu bei den jeweiligen Arten.
- Hainbuchensplintkäfer (Scolytus carpini) Ratzeburg, 1837,
- Ulmensplintkäfer (Scolytus ensifer), Eichhoff, 1881,
- Eichensplintkäfer (Scolytus intricatus), Ratzeburg, 1837,
- Scolytus kirschii, Skalitzky, 1876,
- Ahornsplintkäfer (Scolytus koenigi), Schevyrev, 1890,
- Mittlerer Ulmensplintkäfer (Scolytus laevis), Chapuis, 1873,
- Großer Obstbaumsplintkäfer (Scolytus mali), Bechstein, 1805,
- Lärchensplintkäfer (Scolytus morawitzi), Semenov, 1902, nur nördlicher Teil des europäischen Russlands,
- Kleiner Ulmensplintkäfer (Scolytus multistriatus), Marsham, 1802,
- Zwergsplintkäfer (Scolytus pygmaeus), Fabricius, 1787,
- Großer Birkensplintkäfer (Scolytus ratzeburgi), Janson, 1856,
- Runzliger Obstbaumsplintkäfer (Scolytus rugulosus), Müller, 1818,
- Großer Ulmensplintkäfer (Scolytus scolytus) Fabricius, 1775.

## Arten außerhalb von Europa
Die Aufzählung ist nicht abschließend.
- Scolytus amygdali Guerin, 1847,
- Scolytus bituberculatus Puzyr, 1951,
- Scolytus jaroschewskyi Schevyrew, 1893,
- Scolytus kozikowskii Michalski, 1964,
- Scolytus quadrispinosus Say, Hickorysplintkäfer,
- Scolytus schevyrewi Semenov, Gebänderter Ulmensplintkäfer,
- Scolytus sulcifrons Rey, 1892,
- Scolytus unispinosus LeConte, Douglasiensplintkäfer,
- Scolytus ventralis LeConte, Tannensplintkäfer.
- Scolytus triarmatus Eggers, 1912,
- Scolytus zaitzevi Butovitsch, 1929

## Systematik

### Synonyme
Aus der Literatur sind für die Gattung Scolytus folgende Synonyme bekannt:
Scolytus Geoffroy 1762 [Genus]
- Archaeoscolytus Butovitsch, 1929
- Confusoscolytus Tsai & Huang, 1962
- Coptogaster Illiger, 1807
- Eccoptogaster Gyllenhal, 1813
- Ekkoptogaster Herbst, 1793
- Pinetoscolytus Butovitsch, 1929
- Pygmaeoscolytus Butovitsch, 1929
- Ruguloscolytus Butovitsch, 1929
- Scolytochellus Reitter, 1913
- Spinuloscolytus Butovitsch, 1929
- Tubuloscolytus Butovitsch, 1929
- Ussuriscolytus Stark, 1952